# Priscilla Tyler
Elizabeth Priscilla Cooper Tyler (ur. 14 czerwca 1816 w Nowym Jorku, zm. 29 grudnia 1889 w Montgomery w stanie Alabama) – pierwsza dama Stanów Zjednoczonych od 10 września 1842 do 26 czerwca 1844, jako synowa Johna Tylera.
Priscilla Cooper była córką odnoszącego sukcesy aktora i producenta Thomasa Apthorpe’a Coopera i bywalczyni salonów, Mary Fairlee Cooper. Priscilla rozpoczęła pracę aktorki w wieku 17 lat.
Priscilla wyszła za mąż 12 września 1839 roku za syna Johna Tylera, Roberta.
Funkcję pierwszej damy objęła po Letitii Christian Tyler, swojej teściowej, która ciężko zachorowała, w wieku 24 lat. Młodą kobietę w jej nowe obowiązki wprowadziła Dolley Madison. Dolley namówiła Priscillę, aby oddawała wszystkie wizyty. Przez trzy dni w tygodniu pierwsza dama spędzała wiele godzin w podskakujących na wyboistych waszyngtońskich drogach powozach.
Priscilli podobała się rola jaką sprawowała. W liście do siostry pisała: Od przyjazdu nie miałam ani chwili dla siebie, a co najdziwniejsze, zdaje mi się, że zawsze żyłam jak teraz i zwykłam podejmować członków gabinetu, posłów, dyplomatów, dowódców armii i marynarki etc. z łatwością, która mnie samą zadziwia. Po prostu jestem do tego urodzona, posiadam tyle pewnej skromności siebie, że zaskakuje mnie to nawet bardziej niż kogokolwiek innego.
Po opuszczeniu Białego Domu Priscilla mieszkała w Filadelfii przez 16 lat. Jej mąż zmarł w 1877 roku. Przez ostatnie 12 lat mieszkała w Alabamie.